# Joseph Unger
Joseph Unger, född 2 juli 1828 i Wien, död där 2 maj 1913, var en österrikisk rättslärd och politiker.
Unger blev 1852 juris doktor vid Wiens universitet. Efter att en kort tid ha verkat såsom akademisk lärare vid Karlsuniversitetet i Prag, återkallades han 1856 till Wiens universitet, i vars juridiska fakultet han 1857 blev ordinarie professor. 
Då i början av 1860-talet frågan om Ungerns ställning i Österrike stod på dagordningen, uppträdde Unger till förmån för dess förening med Österrike till en dubbelstat, således i den riktning, i vilken frågan senare kom att lösas genom bildandet av Österrike-Ungern. 
År 1869 inkallades han i det österrikiska riksrådets Herrenhaus och där blev han snart ledare för dess liberala parti och inträdde 1871 i ministären (kabinettet Adolf von Auersperg). Han nedlade sitt ministerämbete 1879, varefter han 1881 utnämndes till president i riksrätten. 
Såsom rättslärd åtnjöt Unger stort anseende; man såg i honom en banbrytare inom den österrikiska rättsvetenskapen. Han utgav många juridiska arbeten, bland vilka det förnämsta är System des österreichischen allgemeinen Privatrechts (I–II, 1856–59; VI, 1864; flera upplagor). Die rechtliche Natur der Inhaberpapiere (1857), Schuldübernahme (1889) och Handeln auf eigene Gefahr (1891; tredje upplagan 1904) är också mycket kända.